# 笹川 (郡山市)
笹川（ささがわ）は、福島県郡山市に所在する町丁である。郵便番号は963-0108。

## 地理
郡山市南部の行政区である安積町に属する。北で安積町荒井（飛地）、安積町日出山、東で田村町徳定、南で安積町笹川、西で安積、北西角で南とそれぞれ隣接する。安積町笹川北東部にて安積第一、第三、日出山などの土地区画整理事業が実施されなかった区域のうち、概ね一級水系阿武隈川水系笹原川以南、阿武隈川以西、市道笹川三丁目安積四丁目線以北、JR東北本線以東を範囲とする。北から順に一～三丁目が設置されている。南北に福島県道355号須賀川二本松線（旧奥州街道）が、東西に都市計画道路笹川大善寺線がそれぞれ貫き、沿線には店舗や住宅が立ち並ぶ他、北西部には工場が複数立地する。笹川二丁目に所在する郡山警察署笹川交番、および安積二丁目に所在する郡山消防署安積分署がそれぞれ管轄にあたる。

### 河川・湖沼
一級水系阿武隈川水系
- 阿武隈川
  - 笹原川

## 世帯数と人口
2024年1月1日現在の世帯数と人口は以下の通りである。
| 大字 | 世帯数  | 人口  |
| ---- | ------- | ----- |
| 笹川 | 481世帯 | 911人 |

## 小・中学校の学区
市立小・中学校に通う場合、学区は以下の通りとなる。
| 番地 | 小学校             | 中学校             |
| ---- | ------------------ | ------------------ |
| 全域 | 郡山市立永盛小学校 | 郡山市立安積中学校 |

## 交通

### 鉄道
JR東日本
- 東北本線・水郡線
  - 安積永盛駅

### 道路
- 福島県道355号須賀川二本松線（旧奥州街道）
- 都市計画道路笹川大善寺線
  - 一級市道27号笹川多田野線
    - 大黒橋

  - 一級市道61号小川笹川一丁目線
    - 笹川大橋
- 二級市道213号徳定笹川二丁目線
  - 永徳橋

## 施設等
- 郡山警察署 笹川交番
- 郡山笹川郵便局
- DCM 安積店
- ツルハドラッグ 郡山笹川店
- 笹の川酒造
- ニッソーファイン 郡山工場